# Jihozápad Spojených států amerických

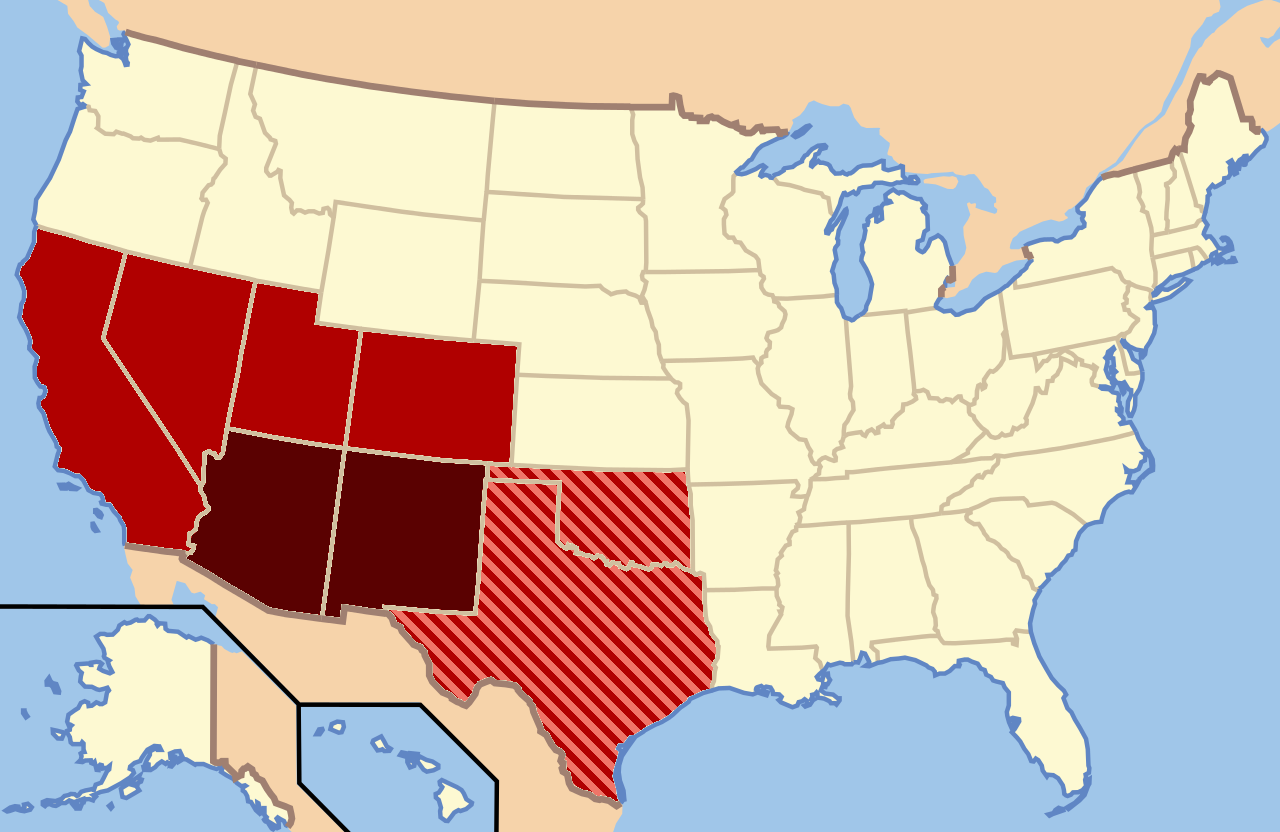
Ačkoli se regionální definice liší od zdroje ke zdroji jsou Nové Mexiko a Arizona (tmavě červeně) téměř vždy považovány za jádro současného jihozápadu. Státy ve světle červené nebo pruhované oblasti mohou nebo nemusí být považovány za součást této oblasti. Světle červené státy jsou také klasifikovány jako součást západu podle amerického úřadu pro sčítání lidu, zatímco pruhované státy ne (Texas a Oklahoma).

Jihozápad Spojených států amerických (Southwest nebo American Southwest) je oblast v USA, kterou tvoří státy Arizona, západní část Nového Mexika, na východě ohraničená výšinou Llano Estacado, jižní Colorado a Utah pod 39. rovnoběžkou, "roh" Texasu pod Novým Mexikem, nejjižnější trojúhelník Nevady a nejjihovýchodnější část Kalifornie, kde leží pouště Mojave a Colorado.